# Dwuminutowe ostrzeżenie
Dwuminutowe ostrzeżenie (ang. Two-Minute Warning) – amerykański thriller z 1976 roku w reżyserii Larry’ego Peerce’a. Scenariusz powstał na podstawie powieści George’a LaFountaine’a.

## Obsada
- Charlton Heston jako kapitan Peter Holly
- John Cassavetes jako sierżant Chris Button
- Martin Balsam jako Sam McKeever
- Beau Bridges jako Mike Ramsay
- Marilyn Hassett jako Lucy
- David Janssen jako Steve
- Jack Klugman jako Stu Sandman
- Gena Rowlands jako Janet

i inni

## Produkcja
Zdjęcia kręcono w Los Angeles.